# Karl-Erik Andersson (jurist)
Karl-Erik Gustav Andersson, född 3 januari 1919 i Luleå, död 18 juni 2008, var en svensk jurist
Andersson avlade studentexamen 1937 och juris kandidatexamen vid Uppsala universitet 1945. Efter tingstjänstgöring i Luleå domsaga 1945-1948 blev han fiskal i hovrätten för Övre Norrland 1949, assessor där 1955, hovrättsråd 1958, revisionssekreterare 1960 (tillförordnad 1959) och tingsdomare i Södertörns domsaga 1962 som övergick till en tjänst som rådman i Södertörns tingsrätt 1971.
Han var från 1973 till 1978 lagman i Nyköpings tingsrätt och från 1978 haveriutredare vid statens haverikommission där han tidigare från 1967 varit anställd.